# روجر دي سا
روجر دي سا (بالإنجليزية: Roger De Sá)‏ هو لاعب كرة سلة ولاعب كرة قدم ومدرب كرة قدم جنوب أفريقي في مركز حراسة المرمى، ولد في 1 أكتوبر 1964 في مابوتو في موزمبيق. شارك مع منتخب جنوب أفريقيا لكرة القدم. أما مع النوادي، فقد لعب مع بيدفيست ويتس وماميلودي صن داونز وموروكا سوالوز.

## وصلات خارجية
- روجر دي سا على موقع قاعدة بيانات كرة القدم.إي يو (الإنجليزية)
- روجر دي سا على موقع ناشيونال فوتبول تيمز (الإنجليزية)